# Aegomorphus krueperi
Aegomorphus krueperi là một loài bọ cánh cứng trong họ Cerambycidae.